# Izegem
Izegem ist eine Stadt in der belgischen Provinz Westflandern. Sie hat 29.227 Einwohner (Stand 1. Januar 2024) und liegt 8 km südöstlich von Roeselare und 10 km nördlich von Kortrijk. Zur Gemeinde gehören auch die Orte Emelgem und Kachtem.

## Politik und Partnerstädte
Bad Zwischenahn in Niedersachsen ist eine Partnerstadt von Izegem.
Die Städtepartnerschaft wurde erst am 20. September 1980 offiziell, als die Bürgermeister Vandenberghe und Hinrichs sowie die Stadtsekretäre Charlier und Dreyer in Izegem die Urkunden unterzeichneten.
Kachtem ist seit 1974 mit Hilders (Hessische Rhön) verschwistert.
Im Herbst 2024 erhielt die Stadt mediale Aufmerksamkeit durch die Beteiligung der rechtsextremen Partei Vlaams Belang an der Stadtregierung.

## Töchter und Söhne der Stadt
- Elisabeth Verreet (* 1925), Fabrikantin, Geschäftsführerin der Drahtseilwerk Saar GmbH und der Firma CASAR
- Roger Decock (1927–2020), Radrennfahrer
- Ludo Vandromme (* 1945), Radrennfahrer, geboren in Kachtem
- Louis Dierckx (* 1947), Radrennfahrer
- Bart Staes (* 1958), Politiker, MdEP
- Johan Bruyneel (* 1964), Radsportler
- Nico Eeckhout (* 1970), Radsportler
- Nico Mattan (* 1971), Radsportler
- Ulla Werbrouck (* 1972), Judoka
- Veerle Dejaeghere (* 1973), Leichtathletin
- Yves Olivier (* 1974), Rennfahrer
- Jozef Dumoulin (* 1975), Jazzpianist
- Flip Kowlier (* 1976), Sänger
- Yves Lampaert (* 1991), Radsportler
- Justine Ghekiere (* 1996), Radrennfahrerin
- Marith Vanhove (* 2003), Radsportlerin
- Ludo Vandromme (* 1945),  Radsportler

## Weblinks

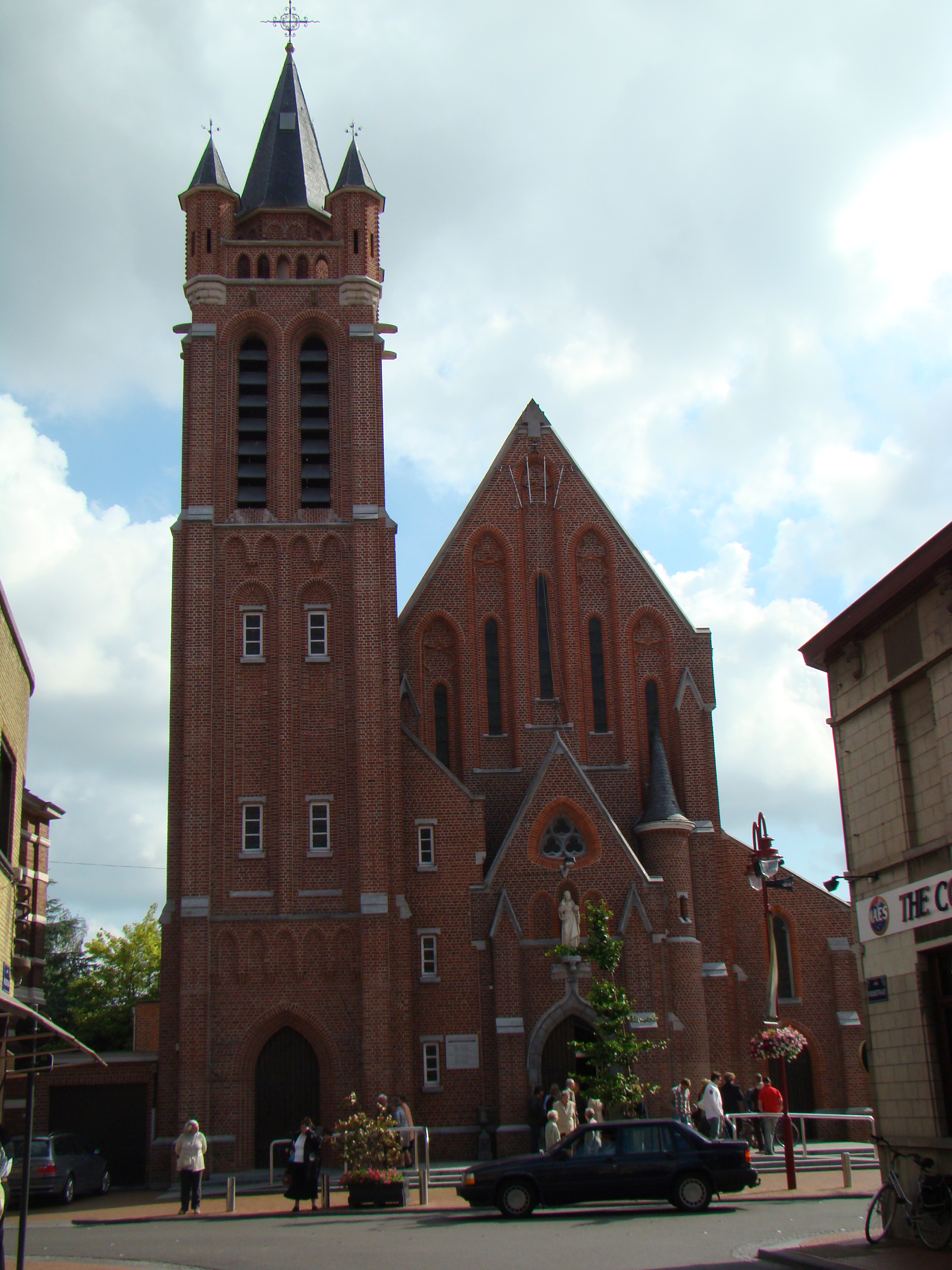
Heilig-Hartkirche